# ニューギニアン・シンギング・ドッグ

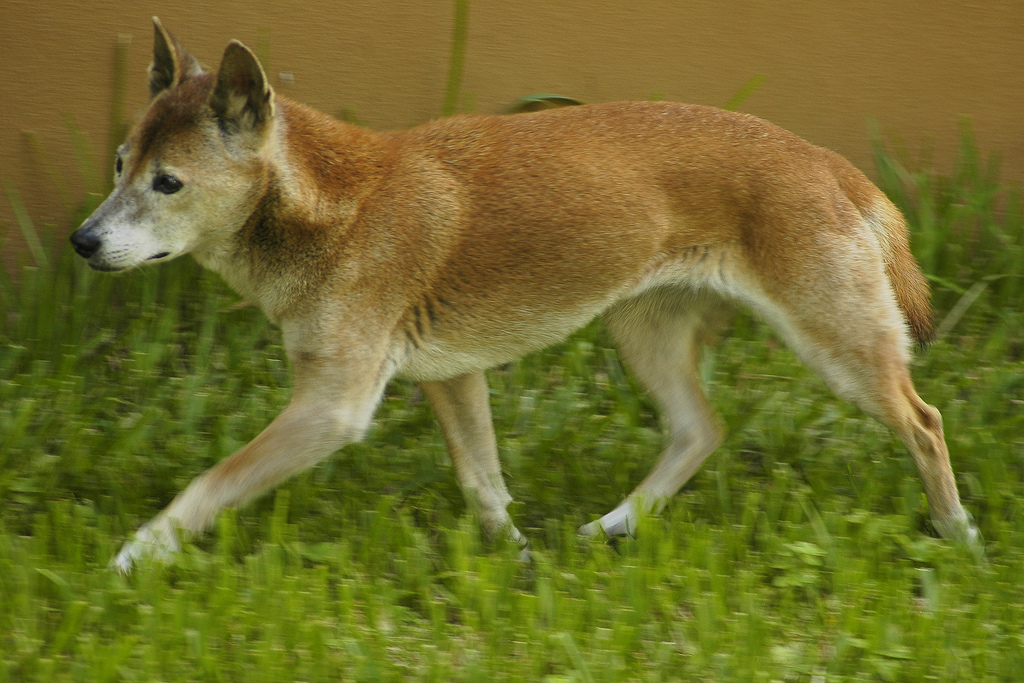

ニューギニアン・シンギング・ドッグ（英：New Guinea Singing Dog）とは、パプアニューギニア原産の野生化した犬種である。本種は絶滅寸前の希少な犬種となってしまったが、オーストラリア原産のディンゴやインドネシア原産の絶滅犬種であるテンゲル・ドッグ、ベトナム原産のプー・クォック・リッジバック・ドッグ、タイ王国原産のタイ・リッジバック・ドッグとは繋がりがあり、近縁種である。

## 歴史
とても古い犬種のひとつで、イエイヌの中で最も原始的な犬種とされる。かつて人間により改良された最も初期の犬種の性能や容姿、オオカミの品種化の改良過程の謎を解くための『失われた環』と呼ばれている犬種のひとつとして数えられている。ニューギニアン・シンギング・ドッグもほかの『失われた環』の犬種と同じく、もとは人に飼育され、改良された家畜であった。しかし、それが逃げ出して野生生活をする中で自然に適応し、長い時間をかけて固定されていって出来上がったのが本種である。
この犬種が有名となったのは1957年に動物学者のエリス・トローンがニューギニアの高地から1組の番いをオーストラリアのタロンガ動物公園に寄贈したことである。トローンは野生と新種と考えてCanis hallstoromiという学名を付けたが、後に野犬であることが確認された。動物園での繁殖は問題なく行われ、子犬はヨーロッパやアメリカの様々な動物園に寄贈された。
ニューギニアン・シンギング・ドッグは犬種名のとおり“歌う犬”として知られているが、1、2頭の犬だけを飼育していても“歌う”ことはなく、多くのシンギング・ドッグが集まることによってはじめて歌う事が出来る（下記の特徴参照）。1960年代初めにオーケストラの指揮者であるマルコム・サージェントがシドニーでの公演の際に送られて、ロンドン動物園に寄贈した2頭の様子を見に行った際に、歌唱力はそれほどでもなく興味を失ったという逸話が残っている。
トローンの2頭の他に6頭が捕獲されて計8頭のシンギング・ドッグが捕獲され、その子孫が輸出されて外国の動物園で飼育されている。しかし、1997年の調査によると、欧米の動物園で僅か100頭が飼育されているに過ぎず、ほとんどが高齢で繁殖適齢期を過ぎていた。
また、原産地であるニューギニア島でも個体数が著しく減少しており、1990年代の野生個体の捕獲の試みが全て失敗していることが物語っている。
2020年8月31日にニューギニア島の高地で発見されたハイランド・ワイルド・ドッグがニューギニアン・シンギング・ドッグと同一であることが発表され、これにより野生化では50年ぶりの生息が確認された。

## 特徴

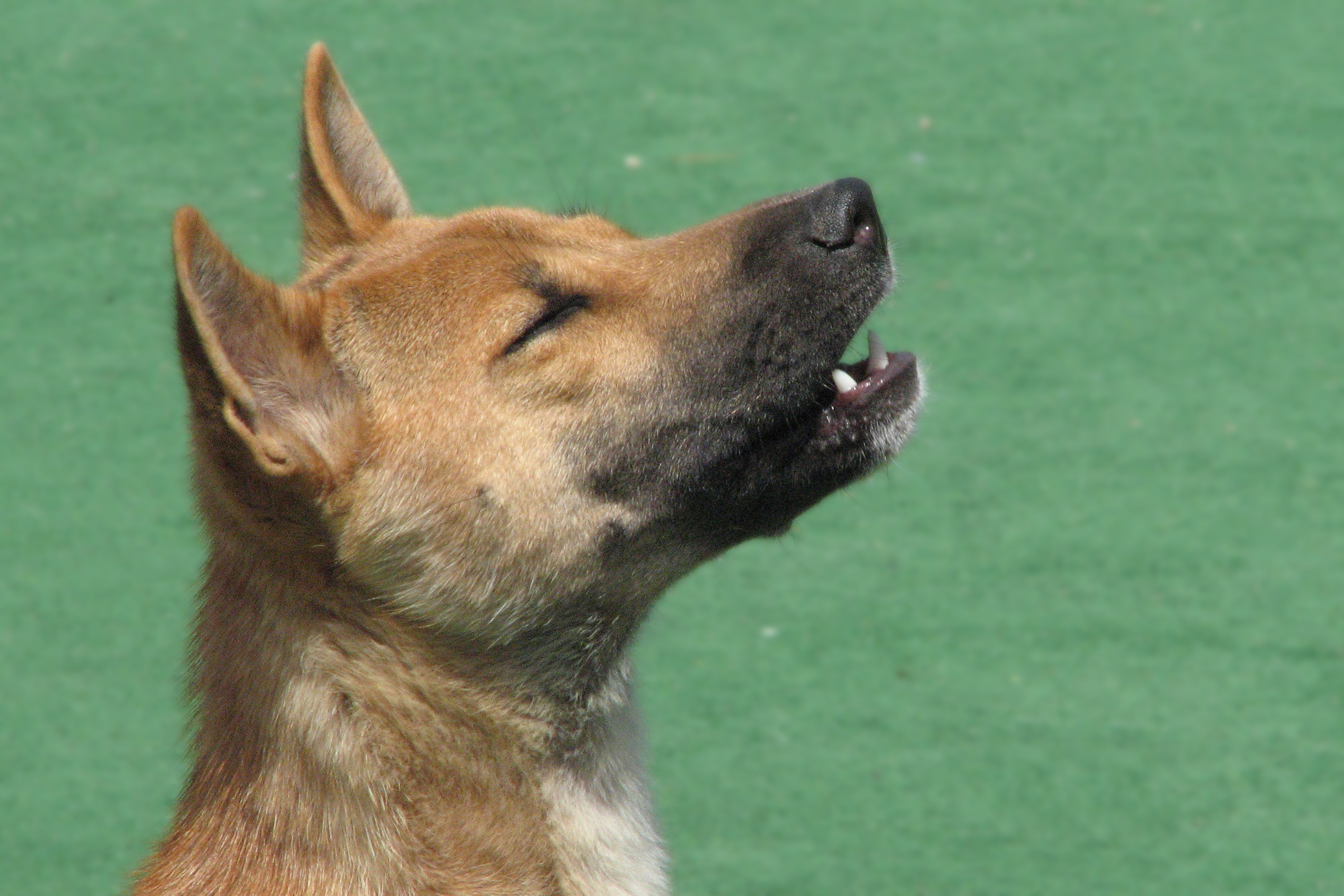
“歌う”ニューギニアン・シンギング・ドッグ

この犬種最大の特徴は“歌う”ことである。歌うといってもそれは音楽や伴奏に合わせてコーラスを行うというような本格的なものではなく、不思議な遠吠え声がまるで合唱のように聞こえるため、歌うという表現が使われている。シンギング・ドッグは個体による声紋の違いが著しいため、数頭から数十頭が集まって遠吠えをすることによってまるで合唱が行われているかのように聞こえるのである。その張り上げた遠吠えはオオカミとクジラの中間であるといわれる。
容姿は原始的であり、やや小さいディンゴといった外貌をしている。歯はイヌよりもオオカミに似ていて、目は薄闇の中で明るい緑色に輝く。発情期はオオカミやバセンジーなどと同様に年1回のみである。
一般的なイヌのような「遊びに誘う」お辞儀はせずに、オオカミのように大きく口を開けて遊び噛みをする。